# ミノワマン
宇宙超人!ミノワマンD・Z（1976年1月12日 - ）は、日本の男性総合格闘家、プロレスラー。本名・旧リングネームは美濃輪 育久。岐阜県羽島市出身。フリーランス。DREAMスーパーハルクトーナメント優勝。
ニックネームは「本能のリアルプロレスラー」、パンクラス時代は「ザ・パンク」。赤いパンツがトレードマーク。ファンが喜ぶ試合をするのが身上で、格闘技の試合でパイルドライバーやデスバレーボムを繰り出したこともある。
比較的小柄ながらもヘビー級の選手を相手に無差別級での試合を多く行っており、ボブ・サップやチェ・ホンマンのような巨漢や、ギルバート・アイブル、ソクジュといった階級上の強豪選手相手に勝利を収めている。

## 来歴
幼少期から気管支喘息を患っており、病弱かつ小柄であったが、漫画『キン肉マン』に影響されプロレスラーを志す。
1996年6月、第6回パンクラス入門テストを受けるが、不合格となる。その後、誠ジムに入門し、剛竜馬の主宰する冴夢来プロジェクトに上がっていた。

### パンクラス
1997年7月20日、誠ジム所属としてパンクラスでプロデビューし、ネオブラッド・トーナメントで3位となった。その後パンクラスに移籍するが、当初は5連敗を喫するなど苦戦。しかし、所属する横浜道場のリーダーである鈴木みのるの指導によりキックを封印し、レスリングとタックル中心のファイトスタイルに変更したことが功を奏して躍進。他流試合においても1999年4月8日の大道塾主催のTHE WARS 5において、パウンド・頭突き有りのルールで大道塾のエース山崎進を相手に一歩も引かない健闘を見せ注目を浴びる。また、1999年8月1日には高瀬大樹や豊永稔、須藤元気らの顔ぶれが参加したネオブラッド・トーナメントで全試合一本勝ちによる優勝を果たす。2000年4月14日のUFC初出場となったUFC 25では、前年にジェイソン・デルーシアが敗北を喫したジョー・スリックをハイキックによる流血TKOで破った。パンクラスのリングではセーム・シュルト、パウロ・フィリオ、エヴァン・タナー、DEEPのリングでは田村潔司らと対戦した。
2003年4月にパンクラスを退団し、フリーに。8月にはブラジルのブラジリアン・トップチームでトレーニングするなど武者修行を行う。2003年9月19日、ブラジルのジガンティーニョ・ジムナジウムで開かれた第1回ブラジルスーパーファイトにおいてシウマウ・ホドリゴと対戦。2R3分1秒、バックを取られながらも膝十字固めを極め一本勝ちを収めた。

### PRIDE
2003年12月31日、PRIDE初出場となったPRIDE SPECIAL 男祭り 2003のオープニングファイトでクイントン・"ランペイジ"・ジャクソンと対戦し、グラウンドの膝蹴りでTKO負け。
2004年はヴァンダレイ・シウバ戦、ハイアン・グレイシー戦と連敗スタートも、その後は山本喧一、上山龍紀に連勝。大晦日のPRIDE 男祭り 2004で再びオープニングファイトに出場。ステファン・レコと対戦し、開始27秒ヒールホールドで一本勝ち。
2005年はギルバート・アイブル、キモらと対戦。両試合ともに得意の足関節技で勝利した。またPRIDEウェルター級（-83kg）トーナメントにも出場。1回戦で以前TKO負けを喫したフィル・バローニにリベンジを果たすも、2回戦でブラジル武者修行時の師匠であるムリーロ・ブスタマンチに敗れた。
2005年12月31日、PRIDE 男祭り 2005で、対戦を以前から熱望していた桜庭和志と対戦。チキンウィングアームロックで見込み一本負けを喫した。
2006年も継続してPRIDEに参戦。PRIDE 武士道 -其の拾-ではジャイアント・シルバをTKOで破った。5月5日の無差別級グランプリ開幕戦にも参戦。1回戦で体重差約20kgのミルコ・クロコップと対戦するが、1分10秒でTKO負けを喫した。その後はバタービーンやマイク・バートンなどに勝利。
2006年12月31日、PRIDE 男祭り 2006のオープニングファイトで田村潔司と約4年ぶりに再戦。「超人になりたい」「『マン』を付けると強そうだから」とリングネームをミノワマンに変更。結果は田村にカウンターで横腹に膝蹴りを叩き込まれKO負け。
2007年7月23日、プロデビュー10周年を記念して「CMAフェスティバル2 美濃輪育久デビュー10周年記念大会」が開催され、メインイベントでホ・ミンソクと対戦。アンクルホールドによりミンソクの左足にダメージを負わせ、1R終了時にタオル投入によるTKO勝ち。
2007年9月17日、HERO'Sに初出場。ハレック・グレイシーと対戦予定であったが、ハレックの怪我の影響で、ヒクソン・グレイシーの門下生ケビン・ケーシーとの対戦に変更され、パウンドでTKO勝ち。
2007年10月28日、HERO'S KOREA 2007でキム・ミンスと対戦。体格差を埋められず、左右のフック連打でTKO負け。試合後に拳を観客に向けて8回突き上げるパフォーマンスをキム・ミンスにやられてしまった。
2007年12月31日、K-1 PREMIUM 2007 Dynamite!!でズールと対戦。ズールの周りをグルグルと走り回り、時々ローキックを放っていくヒットアンドランアウェイ戦法を取る。100kg以上の体重差があるズールを背負い投げる場面もあったが、体格差を埋めることはできず、最後はパウンドを受けたところで、セコンドからのタオル投入によりTKO負け。

### DREAM以降
2008年3月15日、DREAM初出場となったDREAM.1で韓国の元野球選手イ・グァンボムと対戦し、膝十字固めで一本勝ち。トレードマークであった赤パンツではなく黒パンツで試合を行った。
2008年4月29日、DREAM.2のミドル級グランプリ1回戦で金泰泳と対戦し、判定負け。
2008年9月23日、DREAM.6でかつての師匠船木誠勝と対戦し、ヒールホールドで一本負け。
2008年12月31日、Dynamite!! 〜勇気のチカラ2008〜で、同年K-1GPベスト4のエロール・ジマーマンとDREAMルールで対戦し、アンクルホールドで一本勝ちを収めた。
2009年2月10日、DEEP&CMAファン感謝祭2009でかつての先輩・鈴木みのるとプロレスルールで試合し、17分31秒ゴッチ式パイルドライバーからの体固めで敗れる。
2009年4月5日、DREAM.8で柴田勝頼と対戦。2R終了終盤にジャーマン・スープレックスで投げられるなどして判定負けを喫した。
2009年5月26日、DREAM.9のスーパーハルク（無差別級）トーナメント1回戦でボブ・サップと対戦し、アキレス腱固めで一本勝ち。
2009年5月29日、キン肉マニア2009にてキン肉マンとプロレスルールで対戦。ブロッケンJr.の得意技である「ベルリンの赤い雨」やジェロニモの得意技である「トマホーク・チョップ」を繰り出し、挙句の果てにはキン肉マン自身の得意技である「キン肉バスター」を掟破りで使用するも、「火事場のクソ力」によってパワーアップしたキン肉マンのキン肉バスターを喰らっての体固めで敗れる。
2009年10月6日、DREAM.11のスーパーハルクトーナメント準決勝でチェ・ホンマンと対戦。下馬評を覆し、ヒールホールドで2R一本勝ち。大晦日の決勝戦に駒を進めた。
2009年12月31日、Dynamite!! 〜勇気のチカラ2009〜のスーパーハルクトーナメント決勝戦でソクジュと対戦し、3Rに左フック一撃でKO勝ち。スーパーハルクトーナメント優勝を果たした。
2010年3月22日、DREAM.13でジミー・アンブリッツと対戦し、アンクルホールドで一本勝ち。
2010年9月25日、DREAM.16で石井慧と対戦し、0-3の判定負けを喫した。
2010年12月31日、Dynamite!! 〜勇気のチカラ2010〜で泉浩と対戦し、パウンドによるTKO負けを喫した。
2012年4月7日、Super Fight League 2でアレキサンダー・シュレメンコと対戦し、ボディパウンドでTKO負けを喫した。
2012年12月31日、INOKI BOM-BA-YE 2012でボア・ブラトブズと対戦し、ヒールホールドで一本勝ちを収めた。
2020年12月31日、RIZIN初出場となったRIZIN.26でスダリオ剛にTKO負けを喫した。
2022年9月12日に公式Twitterで「26年のプロ格闘技経験を生かしこの日本を変える為、子ども達の明るい未来の為」としてミノワマンZに改名することを発表した。Zの由来について「Zとは最終形態の超人、究極のミノワマンになる為にZを付け改名する事にした」とのこと。同年11月6日には二度目のRIZIN出場となるRIZIN LANDMARK 4で改名後初の試合として侍マーク・ハントと対戦し、グラウンドパンチによるTKO負けを喫した。その後、侍マーク・ハントのマイクパフォーマンス時に呼び戻されお決まりのパフォーマンスを披露した。

## 人物
- キン肉マンへの強い憧れを常々公言しており、キン肉スグルと同じ赤いパンツをトレードマークにし、「超人になりたい」「『マン』を付けると強そうだから」と、リングネームをミノワマンに改名している。その縁からか、2024年4月29日に静岡県沼津市に開館した「キン肉マンミュージアム in 沼津」の館長を務めている[4]。
- 試合中、対戦相手に対して「俺はプロレスラーだ!!」と叫んだり（ハイアン・グレイシー戦）、退場時に観客にいきなり「リアルプロレス知ってるか?」と質問を投げかけたりするなど、その特異な言動から「本能のリアルプロレスラー」と呼ばれ、総合格闘技の試合で、ドロップキック、パイルドライバー、キーロック、デスバレーボム、スパイン・バスターといったプロレス技を繰り出している。
- 試合に勝利した後は観客席に向かって「オイ!オイ!」と腕を突き上げながら掛け声を出す「S.R.F」（スタンディング・リアル・フィスト）というパフォーマンスで人気を博していた。
- アップテンポな入場曲（Sunbeam "One Minute in Heaven"）と、曲のリズムに合わせたテンションを上げるための仕草が名物となっていた。
- トップロープからリングインした後「ヨーソロー!」と叫ぶ。この言葉は長渕剛の曲「Captain of the Ship」から用いたという。
- 試合中に大声を出すことがあるが、ラウンド間のインターバル中でにも、セコンドと「キン肉マン!」「俺がプロレスラーだ!」などの掛け声をあげながら気合を入れたことがある。
- 試合前に「春風」「Go to summer」「追い風ダッシュ」「-爆風-20代最後の挑戦」「スプリングヘブン」等の自身の変わった試合テーマを掲げる。
- 2005年以降は終わりなき「ヘブン」の追求を公言し、本人の弁では、ヘブンには「スーパーヘブン」「ウルトラヘブン」と更なる超越の領域が存在するとのこと。桜庭戦では「スーパーヘブン」に到達できたと語った。
- 「ヘブンに到達するまでの特訓」をフジテレビの『ジャンクSPORTS』で明かした際、司会の浜田雅功から「お前はアホか」と呆れられた。
- 2006年11月16日に関東学院大学・金沢八景キャンパスで講演会を行った中で「ヘブン」についての講演も行った。
- 打ちっぱなしのゴルフや壁当てのボール投げ、バッティングセンターでボールを避けるなど一風変わったトレーニングを行っていた。
- 女子プロボクサーのチャオズ箕輪は、同じ格闘家であり名字の読みが同じ「みのわ」（ミノワマンの本名は美濃輪）であることに親近感を抱いており、公式ブログ等でミノワマンというニックネームを使用している。
- PlayStation 3／Xbox 360対応ゲームソフト『ノーモア★ヒーローズ 英雄たちの楽園』の"宣伝部長"に選ばれた事がある[5]
- 2024年1月30日に自身のSNSにて『自殺防止支援、始めました。』と投稿。公式LINEを開設しカウンセリング活動が始まる。
- 体だけでなく心も鍛え整える"Ｚくん体操"を考案し3月10日に被災地である能登とオンラインで繋がり初開催。

## 戦績

### 総合格闘技
| 総合格闘技 戦績 | 総合格闘技 戦績 | 総合格闘技 戦績 | 総合格闘技 戦績 | 総合格闘技 戦績 | 総合格闘技 戦績 | 総合格闘技 戦績 |
| --------------- | --------------- | --------------- | --------------- | --------------- | --------------- | --------------- |
| 116 試合        | (T)KO           | 一本            | 判定            | その他          | 引き分け        | 無効試合        |
| 63 勝           | 11              | 42              | 10              | 0               | 8               | 0               |
| 45 敗           | 17              | 7               | 21              | 0               | 8               | 0               |

| 勝敗 | 対戦相手                             | 試合結果                             | 大会名                                                                              | 開催年月日     |
| ×    | 侍マーク・ハント                     | 1R 2:24 TKO（グラウンドパンチ）      | RIZIN LANDMARK 4                                                                    | 2022年11月6日  |
| ×    | スダリオ剛                           | 1R 3:19 TKO（カーフキック→パウンド） | RIZIN.26                                                                            | 2020年12月31日 |
| ×    | 石川英司                             | 3分3R終了 判定0-3                    | PANCRASE 306                                                                        | 2019年6月30日  |
| ○    | ユン・ドンシク                       | 2R 2:26 TKO（ドンシクの負傷）        | ROAD FC 42                                                                          | 2017年9月23日  |
| ×    | 近藤有己                             | 3分3R終了 判定0-3                    | PANCRASE 288                                                                        | 2017年7月2日   |
| ○    | 大沼哲雄                             | 2R 1:31 KO                           | CRAZY KING 8 & CMA KAISER 4                                                         | 2017年4月8日   |
| ×    | 白井祐矢                             | 5分3R終了 判定0-3                    | DEEP 75 IMPACT 〜DEEP15周年大会〜                                                   | 2016年2月27日  |
| ×    | ヂャオ・ツーロン                     | 1R 1:24 TKO（パウンド）              | ROAD FC 27                                                                          | 2015年12月26日 |
| ○    | 武士正                               | 1R 2:38 リアネイキドチョーク         | ACF 14th                                                                            | 2015年10月25日 |
| ×    | ザットガイ                           | 5分3R終了 判定0-3                    | VTJ in OKINAWA                                                                      | 2015年10月3日  |
| ○    | キム・デソン                         | 5分3R終了 判定3-0                    | ROAD FC 24 in JAPAN                                                                 | 2015年7月25日  |
| ×    | オリィ・トンプソン                   | 5分2R終了 判定0-3                    | INOKI GENOME FIGHT 3 【IGF WORLD GP 2015 1回戦】                                    | 2015年4月11日  |
| ×    | 鈴川真一                             | 2R 0:59 TKO（タオル投入）            | INOKI GENOME FIGHT 2                                                                | 2014年8月23日  |
| ×    | パク・ジョンギョ                     | 1R 4:42 KO（左ストレート）           | ROAD FC 15                                                                          | 2014年5月31日  |
| ○    | ヨーラン・ウルフ                     | 1R 2:26 裏アキレス腱固め             | INOKI GENOME FIGHT 1                                                                | 2014年4月5日   |
| ○    | 澤田敦士                             | 1R 3:47 TKO（サッカーボールキック）  | IGF INOKI BOM-BA-YE 2013                                                            | 2013年12月31日 |
| ○    | キム・フン                           | 1R KO（右フック）                    | ROAD FC 13                                                                          | 2013年10月12日 |
| ×    | ソン・ヘソク                         | 3R 0:55 TKO（スタンドパンチ連打）    | ROAD FC 11                                                                          | 2013年4月13日  |
| ○    | ボア・ブラトブズ                     | 1R 3:18 ヒールホールド               | INOKI BOM-BA-YE 2012                                                                | 2012年12月31日 |
| ○    | ユク・ジンス                         | 1R 4:59 キムラロック                 | ROAD FC 9: Beatdown                                                                 | 2012年9月15日  |
| ×    | アレキサンダー・シュレメンコ         | 1R 2:20 TKO（ボディパウンド）        | Super Fight League 2                                                                | 2012年4月7日   |
| ○    | 土屋茂樹                             | 1R 1:16 アームロック                 | GLADIATOR 30                                                                        | 2012年3月11日  |
| ○    | コヤマトシヒロ                       | 1R 1:49 肩固め                       | GLADIATOR 29                                                                        | 2012年2月19日  |
| ×    | ケンドール・グローブ                 | 5分3R終了 判定0-3                    | ProElite 3: Da Spyder vs. Minowaman                                                 | 2012年1月21日  |
| ○    | デブ・クマル・ギミレ                 | 1R 1:20 腕ひしぎ十字固め             | GLADIATOR 27                                                                        | 2011年12月18日 |
| ○    | ユ・ヨンウ                           | 1R 2:55 アームロック                 | GLADIATOR 25                                                                        | 2011年10月30日 |
| ○    | バル・ハーン                         | 1R 4:39 袈裟固め                     | DREAM.17                                                                            | 2011年9月24日  |
| ○    | ジェイル・ゴメス                     | 1R 0:49 フロントチョーク             | GLADIATOR 22                                                                        | 2011年8月14日  |
| ○    | カルロス・トヨタ                     | 5分3R終了 判定3-0                    | HEAT18                                                                              | 2011年6月5日   |
| ×    | 泉浩                                 | 3R 2:50 TKO（パウンド）              | Dynamite!! 〜勇気のチカラ2010〜                                                     | 2010年12月31日 |
| ○    | キム・チャンヒ                       | 1R 2:07 アームロック                 | DEEP 50 IMPACT 〜10年目の奇跡〜                                                     | 2010年10月24日 |
| ×    | 石井慧                               | 2R（10分/5分）終了 判定0-3           | DREAM.16                                                                            | 2010年9月25日  |
| ○    | イマニー・リー                       | 1R 4:16 裸絞め                       | DREAM.14                                                                            | 2010年5月29日  |
| ○    | ジミー・アンブリッツ                 | 2R 2:42 足首固め                     | DREAM.13                                                                            | 2010年3月22日  |
| ○    | ソクジュ                             | 3R 3:29 KO（左フック）               | Dynamite!! 〜勇気のチカラ2009〜 【スーパーハルクトーナメント 決勝】                 | 2009年12月31日 |
| ○    | チェ・ホンマン                       | 2R 1:27 踵固め                       | DREAM.11 フェザー級グランプリ2009 決勝戦 【スーパーハルクトーナメント 準決勝】      | 2009年10月6日  |
| ○    | ボブ・サップ                         | 1R 1:15 アキレス腱固め               | DREAM.9 フェザー級グランプリ2009 2nd ROUND 【スーパーハルクトーナメント 1回戦】     | 2009年5月26日  |
| ×    | 柴田勝頼                             | 2R（10分/5分）終了 判定0-3           | DREAM.8 ウェルター級グランプリ2009 開幕戦                                           | 2009年4月5日   |
| ○    | エロール・ジマーマン                 | 1R 1:01 足首固め                     | Dynamite!! 〜勇気のチカラ2008〜                                                     | 2008年12月31日 |
| ×    | 船木誠勝                             | 1R 0:52 踵固め                       | DREAM.6 ミドル級グランプリ2008 決勝戦                                               | 2008年9月23日  |
| ○    | ドン・フライ                         | 1R 3:56 膝十字固め                   | 日韓親善国際格闘技大会 GLADIATOR                                                    | 2008年8月16日  |
| ×    | 金泰泳                               | 2R（10分/5分）終了 判定0-3           | DREAM.2 ミドル級グランプリ2008 開幕戦 【ミドル級グランプリ 1回戦】                  | 2008年4月29日  |
| ○    | イ・グァンボム                       | 1R 1:25 膝十字固め                   | DREAM.1 ライト級グランプリ2008 開幕戦                                               | 2008年3月15日  |
| ×    | ズール                               | 3R 2:13 TKO（タオル投入）            | K-1 PREMIUM 2007 Dynamite!!                                                         | 2007年12月31日 |
| ×    | キム・ミンス                         | 1R 3:46 TKO（スタンドパンチ連打）    | HERO'S KOREA 2007                                                                   | 2007年10月28日 |
| ○    | ケビン・ケーシー                     | 2R 0:42 TKO（右フック→パウンド）     | HERO'S 2007 ミドル級世界王者決定トーナメント決勝戦                                  | 2007年9月17日  |
| ○    | チェ・スンヒョン                     | 1R 1:41 アームロック                 | HEAT4 〜MEGA BATTLE HEAT from Nagoya〜                                              | 2007年8月11日  |
| ○    | ホ・ミンソク                         | 1R終了時 TKO（タオル投入）           | CMAフェスティバル2 美濃輪育久デビュー10周年記念大会                                 | 2007年7月23日  |
| ×    | 田村潔司                             | 1R 1:18 KO（サッカーボールキック）   | PRIDE 男祭り 2006 -FUMETSU-                                                         | 2006年12月31日 |
| ○    | マイク・バートン                     | 2R（10分/5分）終了 判定3-0           | PRIDE 武士道 -其の十三-                                                             | 2006年11月5日  |
| ○    | バタービーン                         | 1R 4:25 腕ひしぎ十字固め             | PRIDE 武士道 -其の十二-                                                             | 2006年8月26日  |
| ○    | バク・ヒョンガップ                   | 1R 0:17 アキレス腱固め               | CMAフェスティバル 日本対韓国 全面対抗戦                                             | 2006年5月24日  |
| ×    | ミルコ・クロコップ                   | 1R 1:10 TKO（パウンド）              | PRIDE 無差別級グランプリ 2006 開幕戦 【無差別級グランプリ 1回戦】                   | 2006年5月5日   |
| ○    | ジャイアント・シルバ                 | 1R 2:23 TKO（グラウンドの膝蹴り）    | PRIDE 武士道 -其の拾-                                                               | 2006年4月2日   |
| ○    | デイブ・レジェノ                     | 1R 2:21 アキレス腱固め               | Cage Rage 15: Adrenalin Rush                                                        | 2006年2月4日   |
| ×    | 桜庭和志                             | 1R 9:39 チキンウィングアームロック   | PRIDE 男祭り 2005 頂-ITADAKI-                                                       | 2005年12月31日 |
| ×    | ムリーロ・ブスタマンチ               | 1R 9:51 TKO（サッカーボールキック）  | PRIDE 武士道 -其の九- 【ウェルター級トーナメント 準決勝】                           | 2005年9月25日  |
| ○    | フィル・バローニ                     | 2R（10分/5分）終了 判定3-0           | PRIDE 武士道 -其の九- 【ウェルター級トーナメント 1回戦】                            | 2005年9月25日  |
| ○    | キモ                                 | 1R 3:11 アキレス腱固め               | PRIDE 武士道 -其の八-                                                               | 2005年7月17日  |
| ×    | フィル・バローニ                     | 2R 2:04 TKO（踏みつけ）              | PRIDE 武士道 -其の七-                                                               | 2005年5月22日  |
| ○    | ギルバート・アイブル                 | 1R 1:15 アンクルホールド             | PRIDE 武士道 -其の六-                                                               | 2005年4月3日   |
| ○    | ステファン・レコ                     | 1R 0:27 ヒールホールド               | PRIDE 男祭り 2004 -SADAME-                                                          | 2004年12月31日 |
| ○    | 上山龍紀                             | 2R（10分/5分）終了 判定2-1           | PRIDE 武士道 -其の伍-                                                               | 2004年10月14日 |
| ○    | 山本喧一                             | 1R 3:23 TKO（マウントパンチ）        | PRIDE 武士道 -其の四-                                                               | 2004年7月19日  |
| ○    | エデュアルド・チュラコフ             | 1R 2:29 チョークスリーパー           | Gladiator Fighting Championship 2004                                                | 2004年6月26日  |
| ×    | ハイアン・グレイシー                 | 2R（10分/5分）終了 判定1-2           | PRIDE 武士道 -其の参-                                                               | 2004年5月23日  |
| ×    | ヴァンダレイ・シウバ                 | 1R 1:09 KO（パウンド）               | PRIDE 武士道 -其の弐-                                                               | 2004年2月15日  |
| ×    | クイントン・"ランペイジ"・ジャクソン | 2R 1:05 TKO（グラウンドの膝蹴り）    | PRIDE SPECIAL 男祭り 2003                                                           | 2003年12月31日 |
| ○    | シウマウ・ホドリゴ                   | 2R 3:01 膝十字固め                   | Brazil Super Fight 【BSFミドル級王座決定戦】                                        | 2003年9月19日  |
| ×    | ヒカルド・アルメイダ                 | 5分3R終了 判定0-3                    | PANCRASE 2003 HYBRID TOUR                                                           | 2003年2月16日  |
| ○    | 佐々木有生                           | 5分3R終了 判定2-0                    | PANCRASE 2002 SPIRIT TOUR                                                           | 2002年11月30日 |
| ×    | 田村潔司                             | 5分3R終了 判定0-3                    | DEEP2001 6th IMPACT in ARIAKE COLOSSEUM                                             | 2002年9月7日   |
| ×    | 佐藤光芳                             | 5分3R終了 判定0-2                    | PANCRASE 2002 SPIRIT TOUR                                                           | 2002年5月28日  |
| △    | 百瀬善規                             | 5分2R終了 判定0-1                    | PANCRASE 2002 SPIRIT TOUR                                                           | 2002年3月25日  |
| ○    | 大久保一樹                           | 1R 3:38 腕ひしぎ十字固め             | DEEP2001 3rd IMPACT X'mas in DIFFER ARIAKE                                          | 2001年12月23日 |
| ○    | 柴田寛                               | 1R 2:28 TKO（ドクターストップ）      | PANCRASE 2001 PROOF TOUR                                                            | 2001年12月1日  |
| ×    | 菊田早苗                             | 2R 4:30 TKO（ドクターストップ）      | PANCRASE 2001 PROOF TOUR 【ライトヘビー級キング・オブ・パンクラス・タイトルマッチ】 | 2001年9月30日  |
| ○    | 秋山賢治                             | 3R 2:52 フロントチョーク             | PANCRASE 2001 PROOF TOUR                                                            | 2001年7月29日  |
| ○    | 佐々木有生                           | 3R 0:25 アンクルホールド             | PANCRASE 2001 PROOF TOUR                                                            | 2001年5月13日  |
| ×    | パウロ・フィリョ                     | 5分3R終了 判定0-3                    | PANCRASE 2001 PROOF TOUR                                                            | 2001年3月31日  |
| △    | ヒカルド・リボーリオ                 | 5分3R終了 時間切れ                   | DEEP2001                                                                            | 2001年1月8日   |
| ○    | イズマイロフ・マゴメド               | 1:31 腕ひしぎ十字固め                | PANCRASE 2000 TRANS TOUR                                                            | 2000年12月4日  |
| ×    | KEI山宮                              | 10分+延長3分終了 判定0-3             | PANCRASE 2000 TRANS TOUR 【ライトヘビー級ランキングトーナメント 決勝】              | 2000年9月24日  |
| ○    | ブライアン・ガサウェイ               | 5:00 アンクルホールド                | PANCRASE 2000 TRANS TOUR 【ライトヘビー級ランキングトーナメント 準決勝】            | 2000年9月24日  |
| ○    | トニー・ロス                         | 1:32 腕ひしぎ十字固め                | PANCRASE 2000 TRANS TOUR 【ライトヘビー級ランキングトーナメント Bブロック準決勝】   | 2000年7月23日  |
| ○    | 小島正也                             | 1:43 アンクルホールド                | PANCRASE 2000 TRANS TOUR 【ライトヘビー級ランキングトーナメント Bブロック1回戦】    | 2000年7月23日  |
| ○    | ジョー・スリック                     | 3R 2:02 TKO（カット）                | UFC 25: Ultimate Japan 3                                                            | 2000年4月14日  |
| ○    | マッシブ・イチ                       | 1:21 チョークスリーパー              | PANCRASE 2000 TRANS TOUR                                                            | 2000年2月27日  |
| △    | クリス・ライトル                     | 15分終了 時間切れ                    | PANCRASE 1999 BREAKTHROUGH TOUR                                                     | 1999年12月18日 |
| ○    | エイドリアン・セラーノ               | 11:38 ヒールホールド                 | PANCRASE 1999 BREAKTHROUGH TOUR                                                     | 1999年10月25日 |
| ×    | セーム・シュルト                     | 15分終了 判定0-3                     | パンクラス PANCRASE 1999 BREAKTHROUGH TOUR                                          | 1999年9月18日  |
| ○    | 豊永稔                               | 2:57 チョークスリーパー              | PANCRASE 1999 BREAKTHROUGH TOUR 【ネオブラッド・トーナメント 決勝】                 | 1999年8月1日   |
| ○    | 渡辺大介                             | 4:28 三角絞め                        | PANCRASE 1999 BREAKTHROUGH TOUR 【ネオブラッド・トーナメント 準決勝】               | 1999年8月1日   |
| ○    | 高瀬大樹                             | 7:59 三角絞め                        | PANCRASE 1999 BREAKTHROUGH TOUR 【ネオブラッド・トーナメント 1回戦】                | 1999年8月1日   |
| ×    | ジェイソン・デルーシア               | 10分終了 判定0-3                     | PANCRASE 1999 BREAKTHROUGH TOUR                                                     | 1999年6月11日  |
| △    | 渋谷修身                             | 10分+延長3分終了 判定0-0             | PANCRASE 1999 BREAKTHROUGH TOUR                                                     | 1999年5月23日  |
| △    | 山崎進                               | 15分終了 時間切れ                    | 大道塾「格闘空手 DREAM1999 THE WARS 5」                                             | 1999年4月8日   |
| ○    | 窪田幸生                             | 10分終了 判定3-0                     | PANCRASE 1999 BREAKTHROUGH TOUR                                                     | 1999年3月9日   |
| ○    | 石井大輔                             | 10分終了 判定2-0                     | PANCRASE 1999 BREAKTHROUGH TOUR                                                     | 1999年2月11日  |
| ○    | 渡辺大介                             | 3:18 腕ひしぎ十字固め                | PANCRASE 1999 BREAKTHROUGH TOUR                                                     | 1999年1月19日  |
| ○    | 長谷川悟史                           | 2:43 腕ひしぎ十字固め                | PANCRASE 1998 ADVANCE TOUR                                                          | 1998年11月29日 |
| ○    | 石井大輔                             | 10分終了 判定3-0                     | PANCRASE 1998 ADVANCE TOUR                                                          | 1998年10月26日 |
| △    | トラビス・フルトン                   | 10分+延長3分終了 判定0-0             | PANCRASE 1998 ADVANCE TOUR                                                          | 1998年10月4日  |
| ×    | エヴァン・タナー                     | 4:05 肩固め                          | PANCRASE 1998 ADVANCE TOUR 【ネオブラッド・トーナメント 1回戦】                     | 1998年7月7日   |
| △    | 窪田幸生                             | 10分+延長3分終了 判定1-1             | PANCRASE 1998 ADVANCE TOUR                                                          | 1998年6月21日  |
| ○    | エイドリアン・セラーノ               | 10分終了 判定（ポイント差）          | PANCRASE 1998 ADVANCE TOUR                                                          | 1998年6月2日   |
| ×    | 長谷川悟史                           | 10分+延長3分終了 判定0-2             | PANCRASE 1998 ADVANCE TOUR                                                          | 1998年4月26日  |
| ×    | 長谷川悟史                           | 延長R 1:10 アンクルホールド          | PANCRASE 1998 ADVANCE TOUR                                                          | 1998年1月16日  |
| ×    | ジェイソン・デルーシア               | 3:47 チョークスリーパー              | PANCRASE 1997 ALIVE TOUR                                                            | 1997年12月20日 |
| ×    | 渋谷修身                             | 10分終了 判定（ポイント差）          | PANCRASE 1997 ALIVE TOUR                                                            | 1997年11月16日 |
| ×    | 伊藤崇文                             | 6:34 アンクルホールド                | PANCRASE 1997 ALIVE TOUR                                                            | 1997年10月29日 |
| △    | 窪田幸生                             | 10分+延長3分終了 判定1-0             | PANCRASE 1997 ALIVE TOUR                                                            | 1997年9月6日   |
| ×    | 近藤有己                             | 5:13 アンクルホールド                | PANCRASE 1997 ALIVE TOUR                                                            | 1997年8月9日   |
| ×    | 長谷川悟史                           | 10分+延長3分終了 判定0-3             | PANCRASE 1997 ALIVE TOUR 【ネオブラッド・トーナメント 準決勝】                      | 1997年7月20日  |
| ○    | ヘイガー・チン                       | 2:24 膝十字固め                      | PANCRASE 1997 ALIVE TOUR 【ネオブラッド・トーナメント 1回戦】                       | 1997年7月20日  |
| ×    | 立石祐三                             | 3分2R終了 判定                       | ザ・トーナメント・オブ・J '96 【1回戦】                                             | 1996年3月30日  |

### グラップリング
| 勝敗 | 対戦相手         | 試合結果           | 大会名                        | 開催年月日     |
| △    | ボビー・オロゴン | 5分1R終了 時間切れ | GRABAKA LIVE! 1st CAGE ATTACK | 2011年10月15日 |

## 獲得タイトル
- パンクラス 第5回ネオブラッド・トーナメント 優勝（1999年）
- 初代BSFミドル級王座（2003年）
- DREAMスーパーハルクトーナメント 〜世界超人選手権〜 優勝（2009年）

## 出演

### 映画
- 新☆四角いジャングル 虎の紋章（2010年）

### Vシネマ
- 大阪風紀委員会（2011年） - 那美組組員

### テレビ
- 柔術やろうぜ!（2019年11月3日 ‐ 2020年1月27日、tvk） ‐ ゲスト